# Julesz Miklós
Julesz Miklós (Kiskunfélegyháza, 1904. május 12. – Szeged, 1972. október 18.) Kossuth-díjas orvos, belgyógyász, endokrinológus, az orvostudomány kandidátusa (1952) és doktora (1956), a Magyar Tudományos Akadémia levelező (1967) tagja. A 20. század második felében a klinikai belgyógyászat, azon belül az endokrinológia tudományának iskolateremtő egyénisége volt. Julesz János (1943) orvos, endokrinológus apja.

## Életútja
Julesz Leó (1868–1944) néptanító, hitközségi jegyző és Haas Róza (1871–1944) fia. Általános orvosi oklevelét 1927-ben szerezte meg a budapesti Pázmány Péter Tudományegyetemen, amelyet 1929-ben belgyógyászati szakképesítéssel egészített ki. 1927-től 1943-ig a Pesti Izraelita Hitközség Szabolcs Utcai Kórházában folytatott gyógyítótevékenységet, időközben 1929-ben rövid ideig a párizsi Pitié-Salpêtrière Kórházban végzett endokrinológiai kutatásokat. 1943-ban az Országos Társadalombiztosító Intézet pestújhelyi tébécékórházába, a Vass József Munkáskórházba helyezték át. 1944 októberében a nyilas hatóságok munkaszolgálatra rendelték be, majd a buchenwaldi, később az ohrdrufi koncentrációs táborba deportálták, ahonnan 1945-ben tért haza. 1945-ben a Budapesti Tudományegyetem I. számú belklinikájának tanársegédévé, később adjunktusává nevezték ki, 1947-ben pedig magántanári képesítést szerzett az endokrin betegségek gyakorlati diagnosztikája tárgykörből. 1951-től docensi, 1956-tól egyetemi tanári címmel oktatott tovább az immár önállósult Budapesti Orvostudományi Egyetemen. 1958-ban felajánlották számára a Szegedi Orvostudományi Egyetem belgyógyászati tanszékvezetői széket, s haláláig irányította a tanszék munkáját. Ezzel párhuzamosan 1958–1959-ben az egyetemi II. számú, majd 1959-től haláláig az I. számú belgyógyászati klinika igazgatói feladatait is ellátta.
Felesége Winkler Erzsébet orvos, egyetemi adjunktus volt, akit 1936. május 10-én Szegeden vett nőül.
A Szegedi izraelita temetőben nyugszik. Sírja 2006 óta védett.

## Munkássága
Kutatásai a kísérleti és klinikai endokrinológia, illetve neuroendokrinológia legkülönbözőbb kérdéseire irányultak. Behatóan tanulmányozta a belső elválasztású mirigyek normális és kóros működését, ezen belül főként az agyalapi mirigy funkciózavarai foglalkoztatták. Átfogó vizsgálatokat végzett a B1-vitaminnak az agyalapi mirigy elülső lebenyére, az adenohipofízisre gyakorolt hatásmechanizmusáról. Kutatásai során bizonyította a szteroidhormonok szintetizálóképességét, és új eljárásokat dolgozott ki egyes hormonzavarok előidézte endokrin betegségek, például a cukorbetegség és a női klimax kezelésére. Mindemellett nevéhez fűződik a pubertáskori bazofilizmus, a másodlagos Morgagni–Adams–Stokes-tünetcsoport, valamint a szekunder Cushing-szindróma kórképének leírása. Élete vége felé különösen a fokozott szőrnövéssel járó hirsutizmus kóroktanának kérdései foglalkoztatták.
A Szegedi Orvostudományi Egyetem klinikáján iskolát teremtett, tanítványai közül a magyarországi belgyógyászat és endokrinológia meghatározó személyiségei kerültek ki: Varró Vince (1921–2021), Faredin Imre (1922–1997), Bencze György (1922–1998), Rák Kálmán (1929–2005), Szarvas Ferenc (1930), Borvendég János (1935), Csanády Miklós (1937–2024) és mások. Szervezőmunkájának volt köszönhető a Magyar Endokrinológiai és Anyagcsere Társaság 1972-es megalakítása.
Kevés, de nagy jelentőségű könyvei jelentek meg, többnyire társszerzőségben, némelyikét több nyelvre is lefordították. Emellett kiterjedt publikációs tevékenységet folytatott hazai és külföldi szakfolyóiratokban egyaránt. 1955-től részt vett a Magyar Belorvosi Archívum szerkesztésében, az 1960-as évektől az Új magyar lexikon szócikkeinek írásában.
A buchenwaldi és ohrdrufi koncentrációs táborokban szerzett élményeit 1971-ben adta közre Kirándulás a pokolban című dokumentumregényében.

## Társasági tagságai és elismerései

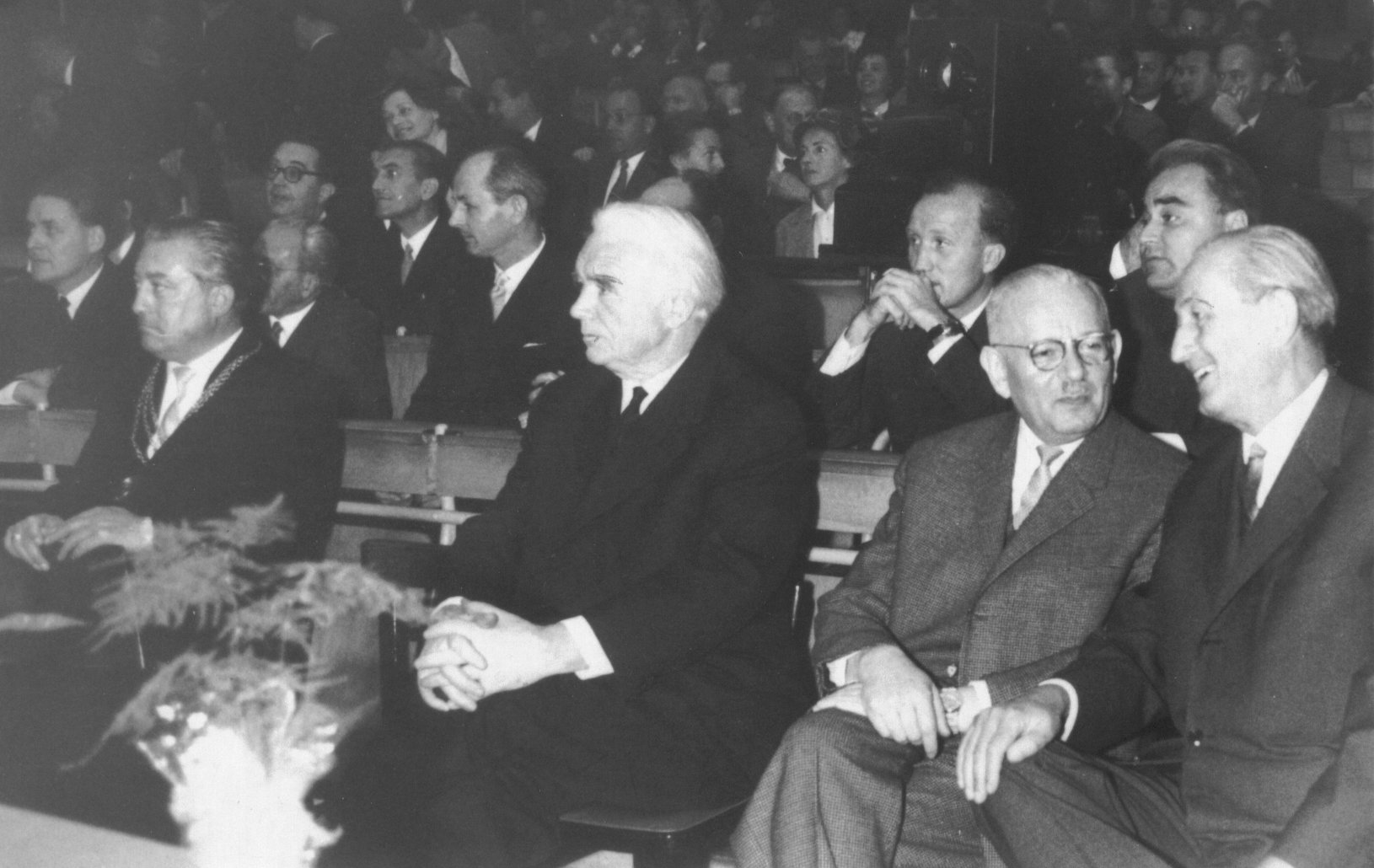
Jobbról balra: Kukán Ferenc, Julesz Miklós, Ábrahám Ambrus Andor egy 1950-es évekbeli előadáson a Szegedi Tudományegyetem auditorium maximumában

Tudományos eredményei elismeréseként 1967-ben a Magyar Tudományos Akadémia levelező tagjává választották. 1972-től az általa szervezett Magyar Endokrinológiai és Anyagcsere Társaság első elnöke volt. Több nemzetközi tudományos társaság munkájában vett részt, így 1965-től a Nemzetközi Belgyógyászati Társaság (International Society of Internal Medicine) tagja, 1972-től a londoni Royal Society of Medicine külső tagja, emellett a Nemzetközi Endokrinológiai Társaság (International Society of Endocrinology) központi bizottságának is tagja volt.
Tudományos kutatási eredményeiért 1937-ben a Budapesti Orvosegyesület Widder-díját, 1948-ban Segner-díját; 1961-ben Kiváló Orvos díjat, 1962-ben Kossuth-díjat, 1964-ben a Munka Érdemrend arany fokozatát, 1972-ben Jancsó Miklós-emlékérmet kapott. 1967-ben a Halle-wittenbergi Luther Márton Egyetem honoris causa díszdoktorává avatták.

## Főbb művei
- A neuroendokrin betegségek kórtana és diagnosztikája. Budapest, Akadémiai, 1957, 992 p.[7]
- Endokrin betegségek gyógyítása és elméleti alapjai.Kovács Kálmánnal. Budapest, Akadémiai, 1966, 548 p.[8]
- Steroids in human skin. Faredin Imrével és Tóth Istvánnal. Budapest, Akadémiai, 1971, 221 p.
- Kirándulás a pokolban. Budapest, Szépirodalmi, 1971, 347 p.